# Fingerabdruck

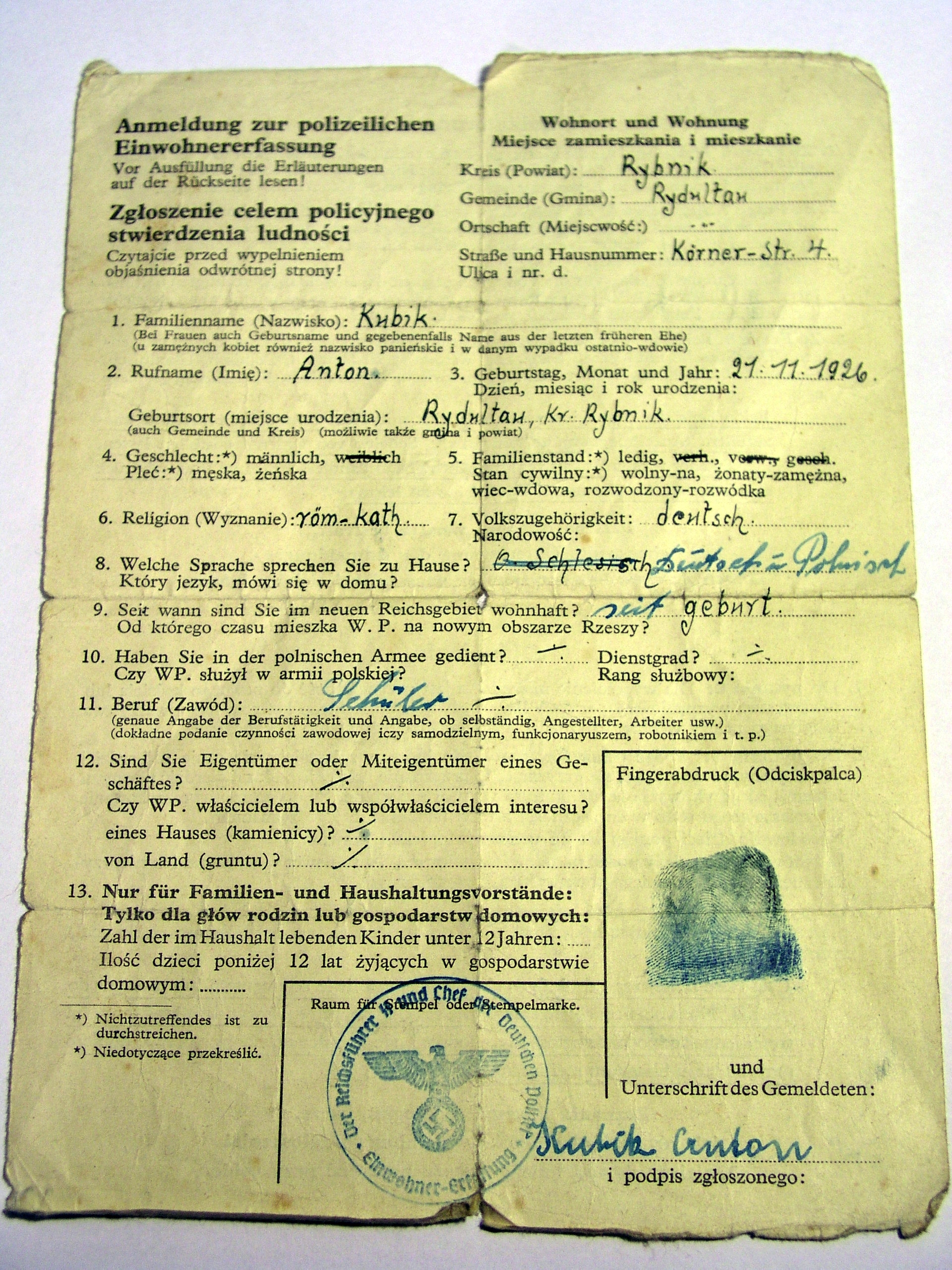
Fingerabdruck, z wykreślonym przez urzędnika językiem górnośląskim

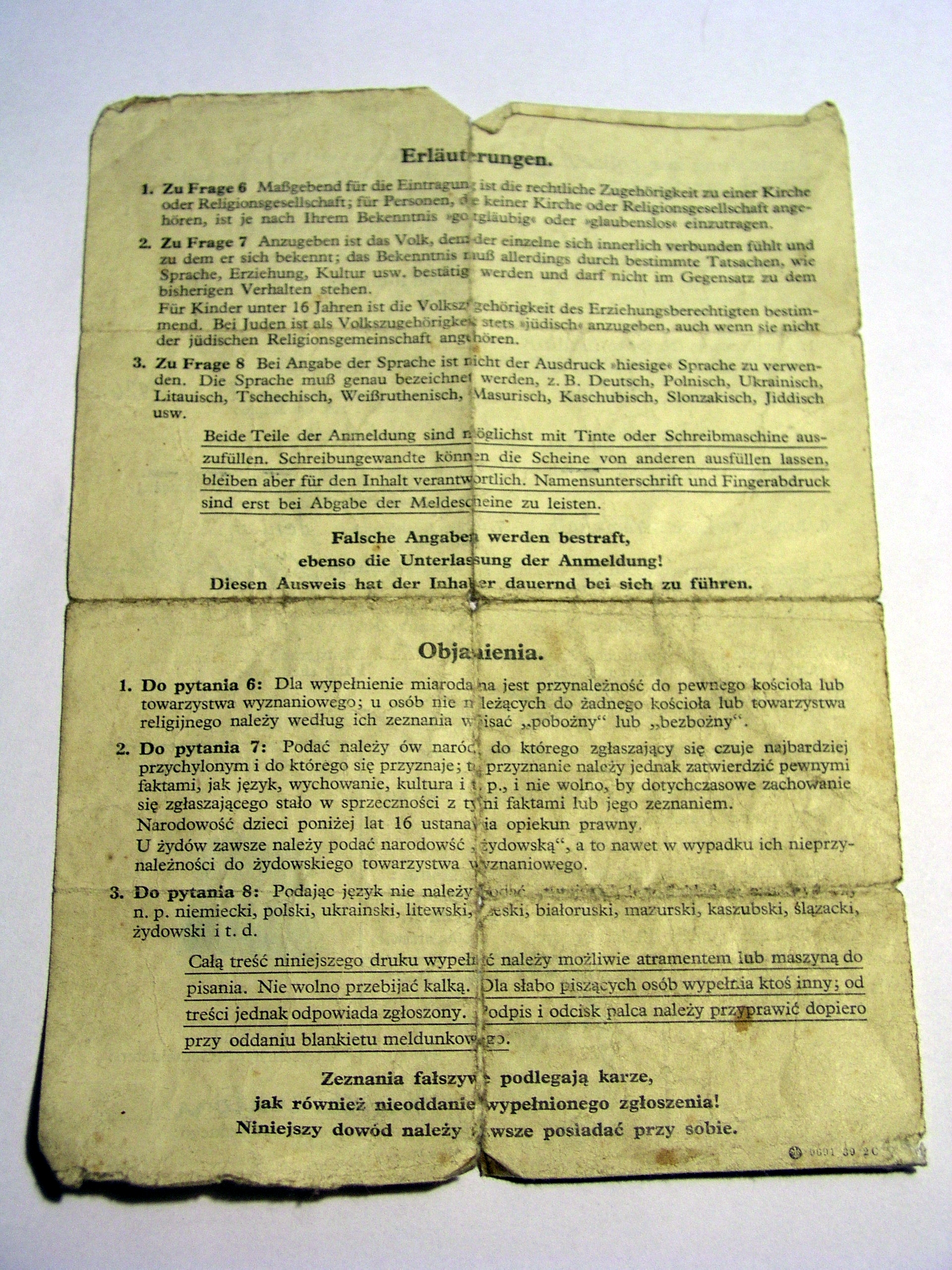
Objaśnienia

Fingerabdruck, palcówka (niem. Personalausweis) – policyjne stwierdzenie ewidencji ludności, także niemiecki dowód osobisty wprowadzony na terenach okupowanej Polski w listopadzie 1939 roku. Dowody były wprowadzone w celu uporządkowania spraw meldunkowych na terenie Polski oraz poszerzenia bazy rekrutacyjnej Wehrmachtu. 
Fingerabdruck w dosłownym tłumaczeniu oznacza "odcisk palca", nazwy tej nie używali funkcjonariusze niemieccy. Był pierwszym powszechnie posiadanym dowodem osobistym wśród ludności na ziemiach polskich.
Dane zawarte w dowodzie: 
- imię i nazwisko
- data i miejsce urodzenia
- język
- wyznanie
- przynależność narodowa
- wykształcenie
- zawód
- stopień wojskowy
- miejsce pracy
- informacje dotyczące posiadanych gruntów oraz działalności gospodarczej.

Fingerabdruck był uwierzytelniany odciskiem kciuka i własnoręcznym podpisem. Zgodnie z prawem należało ten dowód nosić przy sobie oraz okazać go na żądanie funkcjonariuszy niemieckiej policji. Dowody były podstawą do otrzymywania kart żywnościowych.  

## Górny Śląsk
Niemieckie władze w Katowicach, w listopadzie 1939, wprowadziły zarządzenie dotyczące policyjnej rejestracji ludności. Spis miał być przeprowadzony jedynie przez funkcjonariuszy policji, jednak z powodu zbyt małej ich liczby przydzielono im grupę pomocników. Występowały przypadki ustalania narodowości przez niemieckich funkcjonariuszy policji (zwanych na Śląsku szupokami) według własnego uznania. Wpisy w kwestionariuszu, w którym osoby podawały narodowość śląską i/lub etnolekt śląski, były przez urzędników skreślane i zastępowane niemiecką lub polską narodowością/językiem. Taką możliwość dano mieszkańcom na Śląsku Cieszyńskim za namową niemieckich ekspertów i kożdoniowców. W powiecie cieszyńskim taką narodowość podało 126 593 mieszkańców (44%), a w bielskim 30 451 (13%).